# Phaethornis malaris
El ermitaño  picogrande (en Venezuela) (Phaethornis malaris), también denominado ermitaño piquigrande (en Colombia y Ecuador) o ermitaño de pico grande (en Perú), es una especie de ave apodiforme de la familia Trochilidae, perteneciente al numeroso género Phaethornis. Es nativo de América del Sur, en la cuenca del Amazonas centro occidental, parte del escudo guayanés y en el litoral del este de Brasil. 

## Distribución y hábitat
Se distribuye por la región amazónica desde el sur y este de Colombia y extremo suroeste de Venezuela, hacia el sur por el este de Ecuador, este de Perú, hasta el centro de Bolivia y hacia el este hasta el centro de la Amazonia brasileña, al sur del río Negro y del río Amazonas; en el este de Surinam, Guayana Francesa y extremo noreste de Brasil (Amapá); y en una faja costera del este de Brasil (desde Pernambuco hasta Espírito Santo.
Esta especie es considerada común en sus hábitats naturales: el sotobosque y los bordes de selvas húmedas no inundadadas, de tierras bajas de terra firme y pre-montanas; bosques de transición, crecimientos secundarios, bambuzales y arbustales densos; la subespecie ochraceiventris puede ser encontrada en bosques de igapó. Generalmente por debajo de los 600 m de altitud, pero hasta los 1500 m en los Andes colombianos y hasta 1650 m los bolivianos.

## Descripción
Mide en promedio 16,5 cm de longitud. La cabeza y el dorso de color verde grisáceo metálico, pardo y con pintas negruzcas hacia la grupa; lista superciliar y bigoteras blancas a amarillentas, con banda apizarrada o negruzca en torno a los ojos; pecho y vientre color ante; cola negra con puntas blancas. El pico es arqueado y mide 42 mm de largo.

## Sistemática

### Descripción original
La especie P. malaris fue descrita por primera vez por el zoólogo finlandés Alexander von Nordmann en 1835 bajo el nombre científico Trochilus malaris; la localidad tipo no fue definida, se asume «Cayena, Guayana Francesa».

### Etimología
El nombre genérico masculino «Phaethornis» se compone de las palabras del griego «phaethōn» que significa ‘sol’ y «ornis» que significa ‘pájaro’; y el nombre de la especie «malaris», en latín moderno significa ‘malar’, ‘de la mejilla’.

### Taxonomía
Existe bastante confusión entre la presente y el ermitaño colilargo Phaethornis superciliosus —que junto a P. longirostris forman un trío bastante semejantes entre sí—: la mayoría de los taxones antes tratados como subespecies de superciliosus (bolivianus, insolitus, margarettae, moorei y ochraceiventris) ahora se asignan a malaris. Es necesario un estudio taxonómico en profundidad de las relaciones de todo el grupo longirostris/malaris/superciliosus.
La subespecie P. malaris margarettae geográficamente aislada en el litoral este de Brasil, es tratada como especie separada, el ermitaño de Margarita Phaethornis margarettae por el Comité Brasileño de Registros Ornitológicos (CBRO), pero esto no es seguido por otras clasificaciones.
Los estudios genéticos más recientes de McGuire et al. (2014) indican que P. longirostris es hermana de P. mexicanus (anteriormente ambas incluidas en el ampliamente definido P. superciliosus) y que P. superciliosus y P. malaris como actualmente definidas son parientes más próximos de P. guy y P. yaruqui que del propio P. longirostris.
La forma propuesta P. malaris ucayalii J.T. Zimmer, 1950, de la base oriental de los Andes peruanos se considera indivisible de moorei, la forma P. malaris insignis Todd, 1937 del interfluvio Madeira - Tapajós es inseparable de bolivianus y la forma P. malaris camargoi Grantsau, 1988 del noreste de Brasil, es inseparable de margarettae.

### Subespecies
Según las clasificaciones del Congreso Ornitológico Internacional (IOC)  y Clements Checklist/eBird  se reconocen seis subespecies, con su correspondiente distribución geográfica:
- Grupo politípico malaris:
  - Phaethornis malaris insolitus J.T. Zimmer, 1950 – este de Colombia, sur de Venezuela y adyacente norte de Brasil (noroeste de Amazonas).
  - Phaethornis malaris malaris (Nordmann) 1835 – Surinam y Guayana Francesa hasta el extremo noreste de Brasil (Amapá).

- Grupo politípico moorei:
  - Phaethornis malaris moorei Lawrence, 1858 – este y sur de Colombia, este de Ecuador y noreste de Perú (al norte del río Marañón).
  - Phaethornis malaris ochraceiventris Hellmayr, 1907 – noreste de Perú (al sur del río Marañón) y oeste de Brasil (al sur del río Amazonas, al este hasta el bajo río Madeira).
  - Phaethornis malaris bolivianus Gould, 1861 – sureste de Perú hasta el centro de Bolivia (hasta el oeste de Santa Cruz) y oeste de Brasil al sur del río Amazonas (del Madeira al este hasta la margen oeste del río Tapajós).

- Grupo monotípico margarettae:
  - Phaethornis malaris margarettae Ruschi, 1972 – litoral oriental de Brasil (desde Pernambuco al sur hasta Espírito Santo).